# Selenia ochracea
Selenia ochracea är en fjärilsart som beskrevs av Adolf G. Closs 1919. Selenia ochracea ingår i släktet Selenia och familjen mätare. Inga underarter finns listade i Catalogue of Life.